# 地圆说

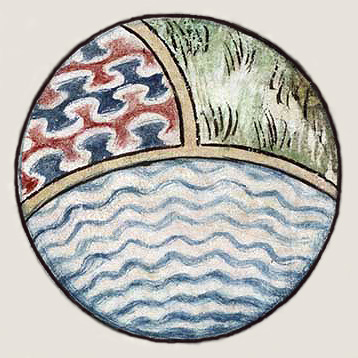
約1400年時英格蘭地區對世界的藝術性描述，其各部分分別代表土地、空氣和水。

地圓說是指主張地球形狀近似於球體的理論。關於此類概念的最早記錄可追溯至公元前5世紀左右，當時它出現在古希臘哲學家的著作中。 西元前3世紀，希臘化天文學將地球的大致球形確定為物理事實，並計算地球的周長。這種知識在古典時代晚期和中世紀逐漸被整個舊世界採用。 斐迪南·麥哲倫和胡安·塞巴斯蒂安·埃爾卡諾的環球航行實際上證明此類理論。
這類概念取代早期對平坦地球的信念：在早期美索不達米亞神話中，世界被描繪成一個漂浮在海洋中的圓盤，上面有一個半球形的天穹，這構成早期世界地圖的前提，例如阿那克西曼德和米利都的赫卡塔埃烏斯所提出的有關想法。也有其他關於地球形狀的猜測和論述。
正如艾薩克·牛頓在《自然哲學的數學原理》中所描述，許多人早在17世紀就意識到地球的形狀被更準確地描述為橢球體。 19世紀初，根據讓-巴蒂斯特·約瑟夫·德朗布爾和喬治·埃佛勒斯等人的理論，地球橢球體的扁率被認定為1/300；自1960年代以來，美國國防部世界大地測量系統確定的數值接近 1/298.25。

## 参看
- 地平说